# 蒙高普 (紐約州)
蒙高普（英語：Mongaup）是位於美國紐約州沙利文縣的普查規定居民點。

## 人口
根據2020年美國人口普查的數據，蒙高普的面積為13.20平方千米，當中陸地面積為12.99平方千米，而水域面積為0.21平方千米。當地共有人口236人，而人口密度為每平方千米17.88人。